# Cyclophora mattiacata
Cyclophora mattiacata là một loài bướm đêm trong họ Geometridae.